# 魔改造の夜
『魔改造の夜』（まかいぞうのよる）は、NHKテレビで2020年6月から不定期に放送されている技術開発エンタメ番組。
本項では派生番組『魔改造の夜 技術者養成学校』や『魔改造の夜 名言集』についても記述する。

## 内容
国内某所の倉庫の跡地と思われる場所に於いて「魔改造倶楽部」と称する謎の組織が開催する秘密の夜会に集結した日本のエンジニアたちが、玩具や日用家電などを主催者からのお題に合わせて魔改造を行い、その改造スペックを競うというもの。
魔改造の予算は、試作を含め5万円以内と定められている。部品の自作も可能であり、工作機械を有するメーカーでは自社で専用部品を製作することもある。各チームの試技1回目が行われる前に、出されたお題に対し、試行錯誤を重ねて完成させる様子を映している。試技2回目は10分間の間に再改造や調整を施すことが可能。番組コンセプトとして「失敗してもかまわない」と言うことを強調している。
番組は2種目を前・後編の形で2週連続放送（第2弾除く）。第1弾・第2弾は初回放送でカットされた内容を追加した「SP版」「完全版」を後日放送した。またNHK総合にて「特別編集版」を放送することがある。また、NHK Eテレにて、5分間のミニ番組として競技中の名言を紹介する『魔改造の夜 名言集』が放送されている。
第1弾から第4弾まで、勝敗にかかわらず独創的なデザインに魔改造したチームへ「スプツニ子!賞」が贈られた。第5弾と第9弾ではいずれの放送回もスプツニ子!が出演しなかったため、第5弾では2種目の競技終わりに、第9弾ではそれぞれの種目が終わるごとに「最優秀悪夢（ナイトメア）賞」が発表された。
2023年4月に実施の番組改編に伴い、同月以降は放送波をNHK総合に移した上で木曜日19時30分 - 20時42分に放送することを同年2月にNHKから発表された。なお、同時間帯は『サラメシ』と『あしたが変わるトリセツショー』も放映されており『魔改造の夜』は毎月最終木曜日の月1回放送が続いている。

## 出演者
- スプツニ子! - 第1 - 4弾、第6 - 8弾 魔改造倶楽部名誉顧問
- 伊藤沙莉 - 第1、2弾完全版（副音声）、名言集ナレーション 魔改造倶楽部顧問
- 伊集院光[4] - 第3 - 13弾 魔改造倶楽部顧問
- 新井素子 - 第7弾 魔改造倶楽部顧問
- 伊藤亜紗 - 第9弾 美学者・東京工業大学教授
- 市川紗椰 - 第10弾 タレント・モデル
- いとうまい子 - 第13弾 タレント・大学教授 魔改造倶楽部顧問
- 長藤圭介 - 東京大学工学部准教授・魔改造倶楽部選任解説者
- 矢野武  - 進行兼実況・魔改造倶楽部選任実況者
- 田中敦子 - ナレーション、主宰の声[注 2]（第1 - 8弾） - 2024年8月20日逝去。
- 小島幸子 - ナレーション（第9弾以降）
- 魔改造倶楽部・主宰 - 「魔改造の夜」を立ち上げたと思しき人物。会場の中には姿を見せず、ボイスチェンジャーを通して参加者に言葉を掛ける。オープニングとエンディングで映る容姿は溶接工のような風貌で、顔には保護マスクを装着している。その素性や、どのような経緯で「魔改造の夜」を立ち上げたのかは一切不明である。

## 放送リスト
回数は「第○弾」のサブタイトルであり、放送回数ではない。
初回放送日は特記がない限り、第1 - 5弾はNHK BSプレミアム、第6弾以降はNHK総合での放送。BSの放送時間はNHK公式サイトの過去番組表検索が出典である。
| 回 | お題                                              | 概要 | 初回放送日時                                                                                             | 優勝           |
| -- | ------------------------------------------------- | --- | --- | -------------- |
| 1  | トースター高跳び                                  | ポップアップトースターで食パンをどこまで高く飛ばせるか（トースト後に発射。焦げ目が付いていない、食パンが形を留めていないなどトーストがおいしく見えないと失格）                                                                        | 2020年6月19日 22:00 - 22:59 （SP版：2020年8月22日 19:30 - 20:59 、NHK総合：2023年6月29日 19:30 - 20:42） | H野製作所      |
| 1  | ワンちゃん25m走                                   | 歩くイヌの玩具でレールに沿って25mの速さを競う | 2020年6月26日 22:00 - 22:59 （SP版：2020年8月22日 19:30 - 20:59） （特別版：2022年10月6日／NHK総合）     | T社            |
| 2  | お掃除ロボット走り幅跳び                          | 掃除用ロボットをどこまで遠く飛ばせるか（助走路の清掃後に跳躍） | 2020年11月28日 19:30 - 20:59 （完全版：2020年12月26日 19:00 - 20:59）                                    | H技研          |
| 2  | クマちゃん瓦割り                                  | 太鼓を叩くクマの玩具で瓦を何枚割れるか | 2020年11月28日 19:30 - 20:59 （完全版：2020年12月26日 19:00 - 20:59）                                    | H技研          |
| 3  | 扇風機50m走                                       | 扇風機を風力のみで走らせての50ｍ走（そよ風で送風後に実走。25mで折り返し） | 2021年8月21日 22:00 - 23:29                                                                              | Sライズ        |
| 3  | 赤ちゃん人形綱登り                                | 赤ちゃん人形で8ｍの綱をいかに速く登るか | 2021年8月24日 22:00 - 23:29                                                                              | Sライズ        |
| 4  | DVDプレーヤーボウリング                           | 25ｍ先の10本のピンを狙ってプレーヤーからディスクを飛ばす（ディスクの映像を再生し、取り出し操作後に発射） | 2022年1月22日 22:00 - 23:29                                                                              | Dンソー        |
| 4  | ペンギンちゃん大縄跳び                            | ペンギン人形5体を1分間でいかに数多く跳ばせるか（縄は人間が廻す） | 2022年1月29日 22:00 - 23:29                                                                              | S陽製作所      |
| 5  | ネコちゃん落下25m走                               | 歩くネコの玩具で6ｍの高低を含む計25ｍコースの速さを競う（途中で落下・着地させる） | 2022年8月20日 22:00 - 23:29 （2023年9月28日 19:30 - 20:42／NHK総合）                                     | Sニー          |
| 5  | 電気ケトル綱引き                                  | 電気ケトルの湯沸かし機能から動力を生み、綱引きで対戦する | 2022年8月27日 22:00 - 23:29                                                                              | Sニー          |
| 6  | トラちゃんウサちゃん50mリレー                     | トラとウサギの玩具で50mのリレー走の速さを競う（途中でバトンの受け渡しを行う） | 2023年4月27日 19:30-20:42 同年10月26日 19:30-20:42 （2023年2月11日 23:00 - 翌0:59／BS4K特別版）          | T・DK          |
| 6  | 鳩時計鳩入れ                                      | 鳩時計の鳩を1分30秒で100羽飛ばし、高さ8mのカゴに入った数を競う | 2023年5月25日 19:30-20:42 （2023年2月18日／NHK BS4K）                                                    | Yマハ発動機    |
| 7  | パンダちゃん大玉転がし                            | パンダの玩具で重さ4kgの大玉を25m転がす速さを競う | 2023年7月27日 19:30 - 20:42                                                                              | N社            |
| 7  | 洗濯物干し25mロープ走                             | 洗濯物干しで25mのロープの上を走る速さを競う | 2023年8月31日 19:30 - 20:42                                                                              | N社            |
| 8  | ホームベーカリーパン大食い競争                    | ホームベーカリーが自分で焼いたパンを制限時間内にいくつ食べられるかを競う | 2023年11月30日 19:30 - 20:42                                                                             | Cネンタル、T大 |
| 8  | カメレオンちゃんダーツ                            | カメレオンのおもちゃの長く伸びた舌の先に付いた矢を飛ばして、ダーツを行う | 2023年12月28日 19:30 - 20:42                                                                             | Cネンタル      |
| 9  | おトイレ ゆか 宙返り                              | アヒルのおもちゃが座っている状態で便座を宙返りさせて、得点を競う。なお、項目は『宙返り』、『着地』、『目標ポイントとの距離』の3項目に分けられており、それぞれに10点ずつ加算され、最終的に30点満点を目指す。番組初の得点制競技でもある | 2024年1月25日 19:30 - 20:42                                                                              | T工大          |
| 9  | キックスケーター25m綱渡り                         | キックスケーターで長く張った25mのロープの上を綱渡りさせて、スピードを競う | 2024年2月29日 19:30 - 20:42                                                                              | Oスズ          |
| 10 | 電動マッサージ器 25mドラッグレース                | 電動マッサージ器の振動を動力にして走らせる。なお、マッサージ器は1台でも複数台を組み合わせても可 | 2024年5月30日 19:30 - 20:42                                                                              | Sズキ          |
| 10 | ワニちゃん水鉄砲 バースデーろうそく消し           | ワニのおもちゃで7.5m先の巨大ろうそく10本を消す | 2024年6月27日 19:30 - 20:42                                                                              | Mブチ          |
| 11 | 恐竜ちゃん 缶蹴り                                 | その名の通り恐竜ちゃんのおもちゃで、蹴った缶の飛距離を競う。 | 2024年11月28日 19:30 - 20:42                                                                             | S津製作所      |
| 11 | ビニール傘 滞空時間デスマッチ                     | ビニール傘の滞空時間を競う。 | 2025年1月30日 19:30 - 20:42                                                                              | Tレ            |
| 12 | 脚立25m走                                         | 脚立の開閉動作を利用して作り上げた脚立車で、25mの走破タイムを競う。 | 2025年2月11日 19:30 - 20:50                                                                              | M田製作所      |
| 12 | トイレットペーパーホルダー トイレットペーパー投げ | トイレットペーパーのホルダーを投擲台にしてそれでトイレットペーパーを投げて、ペーパーを切らさずに芯が着地した時の飛距離を競う。 | 2025年2月27日 19:30 - 20:42                                                                              | M田製作所      |
| 13 | ゴリラちゃん ターザン幅跳び                       | 巨大なゴリラちゃんのぬいぐるみを持った状態で15m走った後に投げて6mのロープを掴ませてからターザン飛びで最長飛び幅を競う。 | 2025年5月29日 19:30 - 20:42                                                                              | O電気          |
| 13 | シャボン玉ロープ シャボン玉伸ばし走               | シャボン玉のロープを元にした走行車と専用のシャボン玉液を作り、25m走で走行車を走らせながら長いシャボン玉を作れるかを競う。 | 2025年8月8日 19:30 - 20:42                                                                               | O電気          |

## 出場チーム
下記の出場チームは企業名や学校名の表記をいずれも頭文字をイニシャルにして表記し、本来の名称は番組中で一切言及されない。しかし出場者の多くは所属先の制服や作業着を着用しているためロゴマークや社名が確認でき、かつ出場チームを紹介するVTRで所属先の建物外観を映すカットの際に社名看板が映ったり代表的な製品を編集なしで紹介しているため、視聴者には本来の名称が容易に把握できるようになっている。また、番組内では秘密の夜会という設定として“ここで行われたことは、一切他言無用（公表してはならない）”となっているが、実際は他の番組同様、出場企業・団体による参加の公表は制限されていないため、特設サイトを開設するチームも少なくない。
太字はキャッチコピー。

### 第1弾
- 最高学府の頂点 T大工学部（東京大学工学部）
- 東京下町工場の星 H野製作所（浜野製作所）[14]
- 自動車メーカー 世界のT社（トヨタ自動車）

### 第2弾
- ロボットベンチャー GX社（GROOVE X）
- 宇宙産業支える町工場の星 Y精密（由紀精密）
- バイクや小型ジェットまで 世界のH技研（本田技研工業）

### 第3弾
- 3Dプリンターを駆使したモノづくり革命企業 Sライズ（SOLIZE）
- 下町工場の星 金属加工プロ集団 Nットー（ニットー）[19]
- 世界の自動車メーカー N産（日産自動車）

### 第4弾
- 下町工場 S陽製作所（三陽製作所）[20]
- 事務機器の巨大メーカー Rコー（リコー）[21]
- 世界有数の自動車部品メーカー Dンソー（デンソー）[22]

### 第5弾
- 自動車関連の研究開発プロ集団 T京アールアンドデー（東京アールアンドデー）
- 三大重工業の巨大メーカー Aエイチアイ（IHI）[17]
- 多様な事業の世界的ブランド Sニー（ソニー）[23]

### 第6弾
- セラミックや電子部品など様々な事業展開 Kセラ（京セラ）[2]
- 多様な電子部品など世界展開で製造 T・DK（TDK）[2]
- オートバイなど輸送用機器の世界企業 Yマハ発動機（ヤマハ発動機）[2][24]

### 第7弾
- 史上初の高専出場 N岡高専（長岡高専ロボティクス部）[9]
- 長野県上田“信州から世界へ”の電気計測器メーカー H置電機（日置電機）[9]
- 人工衛星など幅広い世界的企業 N社（日本電気）[9][16]

### 第8弾
- Cネンタル（コンチネンタル・ジャパン[注 5]）
- T大（東京大学工学部）
- T芝（東芝）[25]

### 第9弾
- Pナソニック（パナソニック）[15]
- Oスズ（オースズ）
- T工大（東京工業大学）

### 第10弾
- T橋技術科学大学（豊橋技術科学大学機械工学系）
- Mブチモーター（マブチモーター）[26]
- Sズキ（スズキ）[27]

### 第11弾
- Hルトップ（ヒルトップ）[28]
- Tレ（東レ）[29][30]
- S津製作所（島津製作所）[31]

### 第12弾
- O阪工大（大阪工業大学）
- Oレック（オーレック）
- M田製作所（村田製作所）

### 第13弾
- K州大学（九州大学）
- O電気（沖電気工業）
- M菱電機（三菱電機）

## スタッフ
- 構成 - 竹村武司
- リサーチ - 伊藤暢子
- ディレクター - 鈴木洋平、古堤桂太
- アシスタントプロデューサー - 平田早季
- 総合演出 - 鬼頭明
- プロデューサー - 長澤智美
- 制作 - NHKグローバルメディアサービス
- 制作・著作 - NHK、テレビマンユニオン

## 音楽
使用頻度が高いもののみ
- Dragula（英語版）（ロブ・ゾンビ）
- 協奏曲第4番ヘ短調 RV 297「冬」（アントニオ・ヴィヴァルディ作曲）：各チームの魔改造作業の取材VTRで使用される。

## 受賞
- 第11回衛星放送協会オリジナル番組アワード バラエティ番組部門 - 最優秀賞[32][33]
- 第37回ATP賞テレビグランプリ 情報・バラエティ部門 - 最優秀賞[34]
- 第58回ギャラクシー賞（2020年）テレビ部門 - 奨励賞[35]

## 魔改造の夜 技術者養成学校
『魔改造の夜 技術者養成学校』（まかいぞうのよる ぎじゅつしゃようせいがっこう）は2022年4月6日から5月25日まで第1期が放送され、第2期が2024年3月30日と翌31日にEテレでレギュラー放送。
6名の生徒が過去の『魔改造の夜』競技映像や実物の追体験、特別講師を招いての講義を通して、エンジニアとして必要なことを学んでいく。
『魔改造の夜』競技に使用されている倉庫跡を教室としている。また、第2弾にて技術者養成学校の校歌が披露された。

### 出演者
- 劇団ひとり - 技術者養成学校教官
- 長藤圭介
- 藤原麻里菜・ギャル電きょうこ 他4名 - 技術者養成学校生徒
- 田中敦子 - 第1弾ナレーション
- 小島幸子 - 第2弾ナレーション

### 放送リスト
第1弾
| 回 | テーマ                                                                     | 特別講師                                     | 初回放送日    |
| -- | -------------------------------------------------------------------------- | -------------------------------------------- | ------------- |
| 1  | 「扇風機50m走」に学ぶ、技術とリーダーシップ                                | 井上雄介（SOLIZE総責任者）                   | 2022年 4月6日 |
| 2  | 「赤ちゃん人形綱登り」から学ぶ、絶体絶命の「失敗」からの脱出               | 大西卓哉（JAXA宇宙飛行士）                   | 4月13日       |
| 3  | 「ワンちゃん25m走」から学ぶ、なぜ「魔獣」は生まれたのか                    | 伊藤亜紗（美学者・東京工業大学教授）         | 4月20日       |
| 4  | 「ペンギンちゃん大縄跳び」に学ぶ、人間と機械のチームワーク                 | 佐倉統（進化学者・東京大学教授）             | 4月27日       |
| 5  | 「DVDプレーヤーボウリング」から学ぶ、「華」のある魔改造                    | 土佐信道（現代美術家・明和電機）             | 5月4日        |
| 6  | 「クマちゃん瓦割り」から学ぶ、生き物よりも生きているロボット               | 石黒浩（ロボット工学者・大阪大学教授）       | 5月11日       |
| 7  | 「お掃除ロボット走り幅跳び」から学ぶ、「アイデア」の出し方                 | 太刀川英輔（デザイナー・NOSIGNER）           | 5月18日       |
| 8  | 「トースター高跳び」から学ぶ、町工場が大企業に勝つ「ジャイアントキリング」 | 長藤圭介（魔改造倶楽部解説・東京大学准教授） | 5月25日       |

第2弾
| 回 | テーマ                                                             | 特別講師                                                 | 初回放送日     | 備考               |
| -- | ------------------------------------------------------------------ | -------------------------------------------------------- | -------------- | ------------------ |
| 1  | 魔改造の夜で勝つ「走り」                                           | 内山了介（Sニー）                                        | 2024年 3月30日 |                    |
| 2  | モンスターここがスゴい「マッハ掃一郎」〜お掃除ロボット走り幅跳び〜 | 玉田俊一郎、板井亮佑（H技研）                            | 2024年 3月30日 |                    |
| 3  | 魔改造の夜に勝つ「ローラー」〜DVDボウリング〜                      | 小原基央、岡本強（Dンソー）、緑川瑠樹、青山純平（Rコー） | 2024年 3月30日 |                    |
| 4  | 魔改造の夜に勝つ「メカ設計」                                       | 門田和雄（K工科大教授）                                  | 2024年 3月30日 |                    |
| 5  | モンスターここがスゴい「ペン太5ん」〜ペンギン 大縄跳び〜           | 角道将人（S陽製作所）                                    | 2024年 3月31日 |                    |
| 6  | 魔改造「掃除機で大相撲」（前編）                                   | 森永英一郎他（Sニー）                                    | 2024年 3月31日 | 課外授業として放送 |
| 7  | 魔改造「掃除機で大相撲」（後編）                                   | 森永英一郎他（Sニー）                                    | 2024年 3月31日 | 課外授業として放送 |
| 8  | エンジニアたちの究極の選択                                         | 玉田俊一郎、板井亮佑（H技研）、長藤圭介他                | 2024年 3月31日 |                    |

## 魔改造の夜 名言集
『魔改造の夜 名言集』（まかいぞうのよる めいげんしゅう）は2022年3月22日から3月30日までEテレでレギュラー放送。

### 出演者
- 伊藤沙莉 - ナレーション

### 放送リスト
| 回 | テーマ                     | 初回放送日     |
| -- | -------------------------- | -------------- |
| 1  | クマちゃん瓦割リ編         | 2022年 3月22日 |
| 2  | 扇風機50走編               | 2022年 3月22日 |
| 3  | ワンチャン25m走編          | 3月23日        |
| 4  | 矢野武実況編               | 3月23日        |
| 5  | マシン名前発表編           | 3月24日        |
| 6  | トースター高跳び編         | 3月24日        |
| 7  | お掃除ロボット走り幅跳び編 | 3月25日        |
| 8  | 赤ちゃん人形綱登り編       | 3月25日        |
| 9  | DVDプレーヤーボウリング編  | 3月28日        |
| 10 | ペンギンちゃん大縄跳び編   | 3月30日        |